# Elaver mulaiki
Elaver mulaiki är en spindelart som först beskrevs av Willis J. Gertsch 1935.  Elaver mulaiki ingår i släktet Elaver och familjen säckspindlar. Inga underarter finns listade i Catalogue of Life.